# Kuwanaspis neolinearis
Kuwanaspis neolinearis är en insektsart som först beskrevs av Takahashi 1930.  Kuwanaspis neolinearis ingår i släktet Kuwanaspis och familjen pansarsköldlöss. Inga underarter finns listade i Catalogue of Life.